# Fryslân (historisch tijdschrift)
Fryslân is een historisch tijdschrift van het Koninklijk Fries Genootschap met een eigen redactie, dat tweemaandelijks verschijnt. Het tijdschrift wordt uitgegeven door Van der Let & Partners.
De redactie van het blad bestond in 2010 uit Marijke de Boer, Kerst Huisman, Hans Koppen, Siebrand Krul, Meindert Seffinga, Doeke Sijens, Marlies Stoter en Jan van Zijverden.
Elke editie heeft een thema uit de Friese geschiedenis, dat in een reeks artikelen door historici wordt uitgewerkt. Naast verhalen zijn er ook veel beelden en onderwerpen die een relatie hebben met nu. Elk nummer heeft een vaste structuur:
- een historisch thema dat in vijf artikelen wordt uitgewerkt
- vijf rubrieken met verschillende inhoud
- vier pagina's historisch nieuws
- een agenda
- overzicht van nieuwe publicaties op het gebied van de Friese geschiedenis